# Karanveer Singh
Karanveer Singh (* 24. Juli 1997) ist ein indischer Leichtathlet, der sich auf das Kugelstoßen spezialisiert hat. 2023 gewann er bei den Hallenasienmeisterschaften in Astana die Silbermedaille.

## Sportliche Laufbahn
Erste internationale Erfahrungen sammelte Karanveer Singh im Jahr 2019, als er bei der Sommer-Universiade in Neapel mit einer Weite von 17,10 m in der Qualifikationsrunde ausschied. 2021 siegte er mit 19,47 m beim Qosanov Memorial und im Jahr darauf gewann er bei den Hallenasienmeisterschaften in Astana mit 19,37 m die Silbermedaille hinter seinem Landsmann Tejinder Pal Singh.

## Persönliche Bestleistungen
- Kugelstoßen: 20,10 m, 16. Oktober 2022 in Bengaluru
  - Kugelstoßen (Halle): 19,37 m, 10. Februar 2023 in Astana